# Эйде
Эйде (норв. Eide) — до 2020 года коммуна в губернии Мёре-ог-Ромсдал в Норвегии. Административный центр коммуны — город Эйде. Официальный язык коммуны — букмол. Население коммуны на 2007 год составляло 3362 чел. Площадь коммуны Эйде — 152,38 км², код-идентификатор — 1551.
1 января 2020 года была объединена с коммуной Френа в коммуну Хустадвика.

## История населения коммуны
Население коммуны за последние 60 лет.

Статистика коммуны Эйде